# Vachoniolus batinahensis
Espèce
Vachoniolus batinahensis est une espèce de scorpions de la famille des Buthidae.

## Distribution
Cette espèce est endémique d'Oman. Elle se rencontre jusqu'à 50 m d'altitude dans la plaine d'Al-Batina.

## Habitat
C'est un scorpion psammophile.

## Description
Le mâle holotype mesure 58,50 mm et la femelle paratype 59,00 mm.

## Étymologie
Son nom d'espèce, composé de batinah[ah] et du suffixe latin -ensis, « qui vit dans, qui habite », lui a été donné en référence au lieu de sa découverte, Al-Batina.

## Publication originale
- Lowe, 2010 : « The genus Vachoniolus (Scorpiones: Buthidae) in Oman. » Euscorpius , no 100, p. 1-37 (texte intégral).